# وایسندورف
وایسندورف (به آلمانی: Weißendorf) یک شهر در آلمان است که در تورینگن واقع شده‌است. وایسندورف ۳۵۱ نفر جمعیت دارد.